# Schrins
Schrins (Fries: Skrins) is een buurtschap in de gemeente Leeuwarden, in de Nederlandse provincie Friesland. Schrins ligt ten noorden van Sneek, tussen Oosterlittens en Oostereind aan de Skrins en bestaat uit een viertal boerderijen. De buurtschap ligt in het postcodegebied van het dorp Oosterlittens. 
Schrins ligt op een terp, in een ingepolderde slenk van de voormalige Middelzee. In 1446 werd de plaats vermeld als Scrinze, 1543 als Scryns en rond 1700 als Schrins. De herkomst van de naam is onduidelijk.

## Natuurgebied
Schrins is naast een buurtschap ook een natuurgebied. Het gebied bestaat uit natte weilanden en bolle akkers, zogenoemde "varkensruggetjes" oftewel "barcherechjes" in het Fries. Doordat er enigszins zout water aan de oppervlakte komt, zijn bij de waterplas van Schrins planten aanwezig als zilte schijnspurrie en melkkruid.
Dit gebied is in beheer bij Natuurmonumenten. Langs de weg staat een informatiebord, hier begint ook het voetpad (circa 150 m) naar de vogelkijkwand bij de plas.